# Norrmalm
Norrmalm es uno de los 18 distritos de la ciudad de Estocolmo en Suecia. Este comprende los barrios de Norrmalm, Skeppsholmen y Vasastaden, así mismo como una parte de la isla de Södermalm. Tiene una población de 65 731 habitantes (en 31 de diciembre de 2009) en un área de 4.95 km², lo que le da una densidad de 13,278.99/km². El distrito más poblado es Vasastaden.
El 7 de abril de 2017 ocurrió un atentado en una calle comercial de la zona.